# Championnats du monde de patinage artistique 1948
Navigation
Mondiaux 1947 Mondiaux 1949
Les championnats du monde de patinage artistique 1948 ont lieu du 11 au 15 février 1948 à la patinoire extérieure de Davos en Suisse. C'est la neuvième fois que la ville grisonne reçoit les mondiaux de patinage artistique.  
À la suite de la Seconde Guerre mondiale, les participations des athlètes d'Allemagne et du Japon sont interdites à toutes les compétitions sportives internationales. Les athlètes d'Autriche sont autorisés à y participer de nouveau, après leur interdiction l'année précédente. 
Pour la première fois aux mondiaux, vingt patineuses participent à la compétition individuelle féminine.

## Qualifications
Les patineurs sont éligibles à l'épreuve s'ils représentent une nation membre de l'Union internationale de patinage (International Skating Union en anglais). Les fédérations nationales sélectionnent leurs patineurs en fonction de leurs propres critères. 

## Podiums
| Épreuves                      | Or                                 | Argent                      | Bronze                                |
| ----------------------------- | ---------------------------------- | --------------------------- | ------------------------------------- |
| Messieurs résultats détaillés | Dick Button                        | Hans Gerschwiler            | Ede Király                            |
| Dames résultats détaillés     | Barbara Ann Scott                  | Eva Pawlik                  | Jiřína Nekolová                       |
| Couples résultats détaillés   | Micheline Lannoy / Pierre Baugniet | Andrea Kékessy / Ede Király | Suzanne Morrow / Wallace Diestelmeyer |

## Tableau des médailles
| Rang  | Nation          | Or | Argent | Bronze | Total |
| ----- | --------------- | -- | ------ | ------ | ----- |
| 1     | Canada          | 1  | 0      | 1      | 2     |
| 2     | Belgique        | 1  | 0      | 0      | 1     |
| 2     | États-Unis      | 1  | 0      | 0      | 1     |
| 4     | Hongrie         | 0  | 1      | 1      | 2     |
| 5     | Autriche        | 0  | 1      | 0      | 1     |
| 5     | Suisse          | 0  | 1      | 0      | 1     |
| 7     | Tchécoslovaquie | 0  | 0      | 1      | 1     |
| Total | Total           | 3  | 3      | 3      | 9     |

## Détails des compétitions

### Messieurs
| Rang    | Nom                  | Nation          | Places | Points | Fig. impo. | Prog. libre |
| ------- | -------------------- | --------------- | ------ | ------ | ---------- | ----------- |
| 1       | Dick Button          | États-Unis      | 11     |        |            |             |
| 2       | Hans Gerschwiler     | Suisse          | 19     |        |            |             |
| 3       | Ede Király           | Hongrie         | 28     |        |            |             |
| 4       | John Lettengarver    | États-Unis      | 32     |        |            |             |
| 5       | James Grogan         | États-Unis      | 52     |        |            |             |
| 6       | Graham Sharp         | Royaume-Uni     | 53     |        |            |             |
| 7       | Helmut Seibt         | Autriche        | 76     |        |            |             |
| 8       | Hellmut May          | Autriche        | 79     |        |            |             |
| 9       | Wallace Diestelmeyer | Canada          | 85     |        |            |             |
| 10      | Ladislav Čáp         | Tchécoslovaquie | 84     |        |            |             |
| 11      | Fernand Leemans      | Belgique        | 80     |        |            |             |
| 12      | Zdeněk Fikar         | Tchécoslovaquie | 105    |        |            |             |
| 13      | Per Cock-Clausen     | Danemark        | 115    |        |            |             |
| Abandon | Edi Rada             | Autriche        |        |        |            |             |

### Dames
| Rang | Nom                   | Nation          | Places | Points | Fig. impo. | Prog. libre |
| ---- | --------------------- | --------------- | ------ | ------ | ---------- | ----------- |
| 1    | Barbara Ann Scott     | Canada          | 11     |        |            |             |
| 2    | Eva Pawlik            | Autriche        | 25     |        |            |             |
| 3    | Jiřína Nekolová       | Tchécoslovaquie | 32     |        |            |             |
| 4    | Jeannette Altwegg     | Royaume-Uni     | 36     |        |            |             |
| 5    | Alena Vrzáňová        | Tchécoslovaquie | 39     |        |            |             |
| 6    | Yvonne Sherman        | États-Unis      | 71     |        |            |             |
| 7    | Marta Musilek         | Autriche        | 81     |        |            |             |
| 8    | Bridget Shirley Adams | Royaume-Uni     | 83     |        |            |             |
| 9    | Andrea Kékessy        | Hongrie         | 93     |        |            |             |
| 10   | Dagmar Lerchova       | Tchécoslovaquie | 109    |        |            |             |
| 11   | Marika Saáry          | Hongrie         | 102    |        |            |             |
| 12   | Marilyn Ruth Take     | Canada          | 97     |        |            |             |
| 13   | Suzanne Morrow        | Canada          | 107    |        |            |             |
| 14   | Maja Hug              | Suisse          | 124    |        |            |             |
| 15   | Marion Davies         | Royaume-Uni     | 113    |        |            |             |
| 16   | Barbara Wyatt         | Royaume-Uni     | 135    |        |            |             |
| 17   | Beryl Bailey          | Royaume-Uni     | 141    |        |            |             |
| 18   | Jacqueline du Bief    | France          | 149    |        |            |             |
| 19   | Jill Hood-Linzee      | Royaume-Uni     | 163    |        |            |             |
| 20   | Lotti Höner           | Suisse          | 179    |        |            |             |

### Couples
| Rang    | Nom                                         | Nation          | Places | Points |
| ------- | ------------------------------------------- | --------------- | ------ | ------ |
| 1       | Micheline Lannoy / Pierre Baugniet          | Belgique        | 13.5   |        |
| 2       | Andrea Kékessy / Ede Király                 | Hongrie         | 24.5   |        |
| 3       | Suzanne Morrow / Wallace Diestelmeyer       | Canada          | 26     |        |
| 4       | Karol Kennedy / Peter Kennedy               | États-Unis      | 38.5   |        |
| 5       | Yvonne Sherman / Robert Swenning            | États-Unis      | 45     |        |
| 6       | Winifred Silverthorne / Dennis Silverthorne | Royaume-Uni     | 51.5   |        |
| 7       | Marianna Nagy / László Nagy                 | Hongrie         | 72     |        |
| 8       | Jennifer Nicks / John Nicks                 | Royaume-Uni     | 80.5   |        |
| 9       | Blažena Knittlová / Karel Vosátka           | Tchécoslovaquie | 86.5   |        |
| 10      | Luny Kuster-Unold / Hans Unold              | Suisse          | 91     |        |
| 11      | Herta Ratzenhofer / Emil Ratzenhofer        | Autriche        | 92     |        |
| 12      | Joan Oglivie-Thompson / Robert Thompson     | Royaume-Uni     | 95     |        |
| 13      | Susi Giebsch / Helmut Seibt                 | Autriche        | 104    |        |
| 14      | Eliane Steinemann / André Calame            | Suisse          | 125    |        |
| Abandon | Denise Favart / Jacques Favart              | France          |        |        |